# بيمبور (مقاطعة كلاردشت)
بيمبور (بالفارسية: پیمبور) هي قرية تقع في قسم كلاردشت الغربي الريفي (مقاطعة كلاردشت) في إيران. يقدر عدد سكانها بـ 185 نسمة بحسب إحصاء 2016.